# St. Georg (Surberg)
Koordinaten: 47° 51′ 43,5″ N, 12° 42′ 15,8″ O

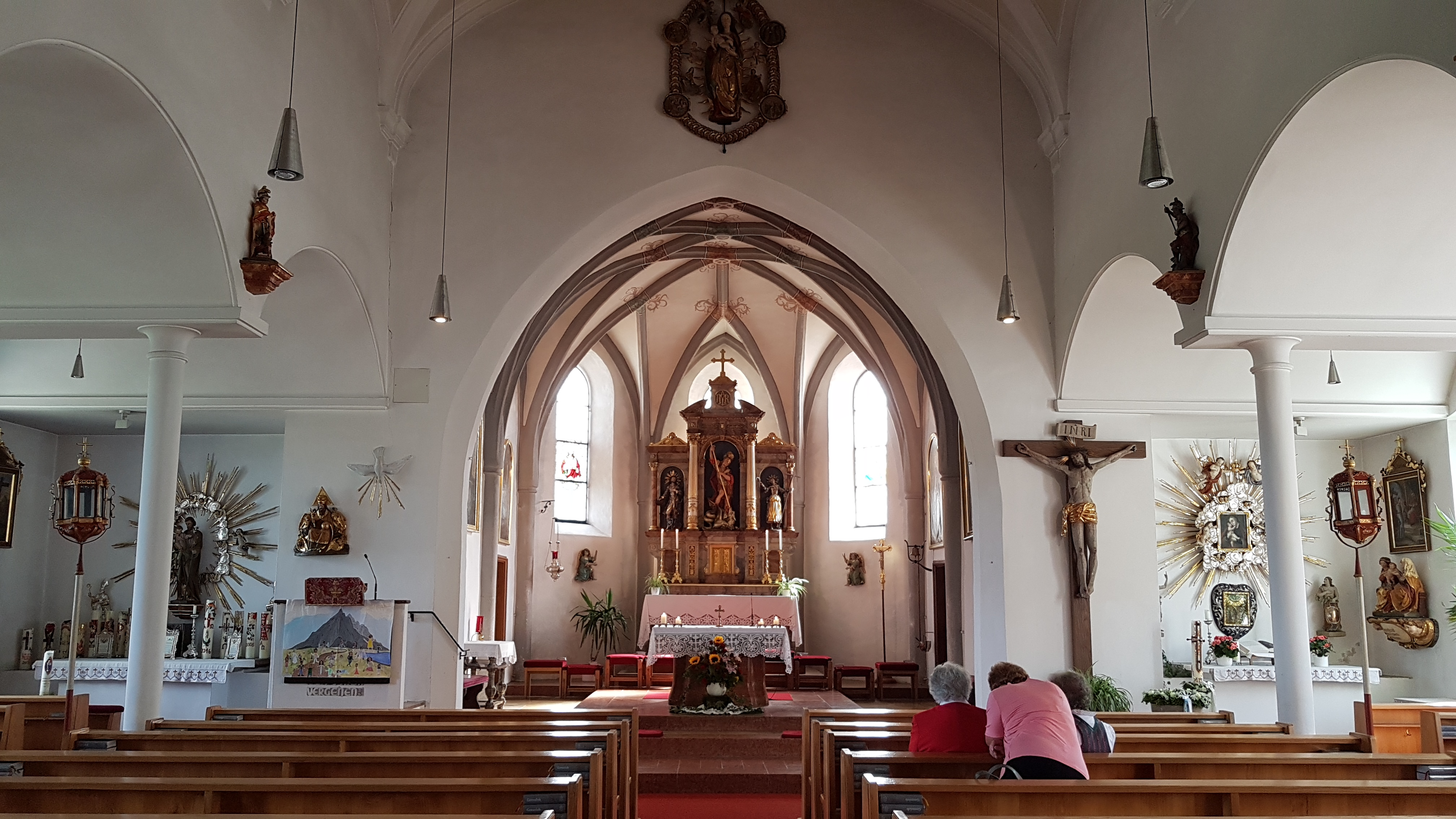
Innenansicht

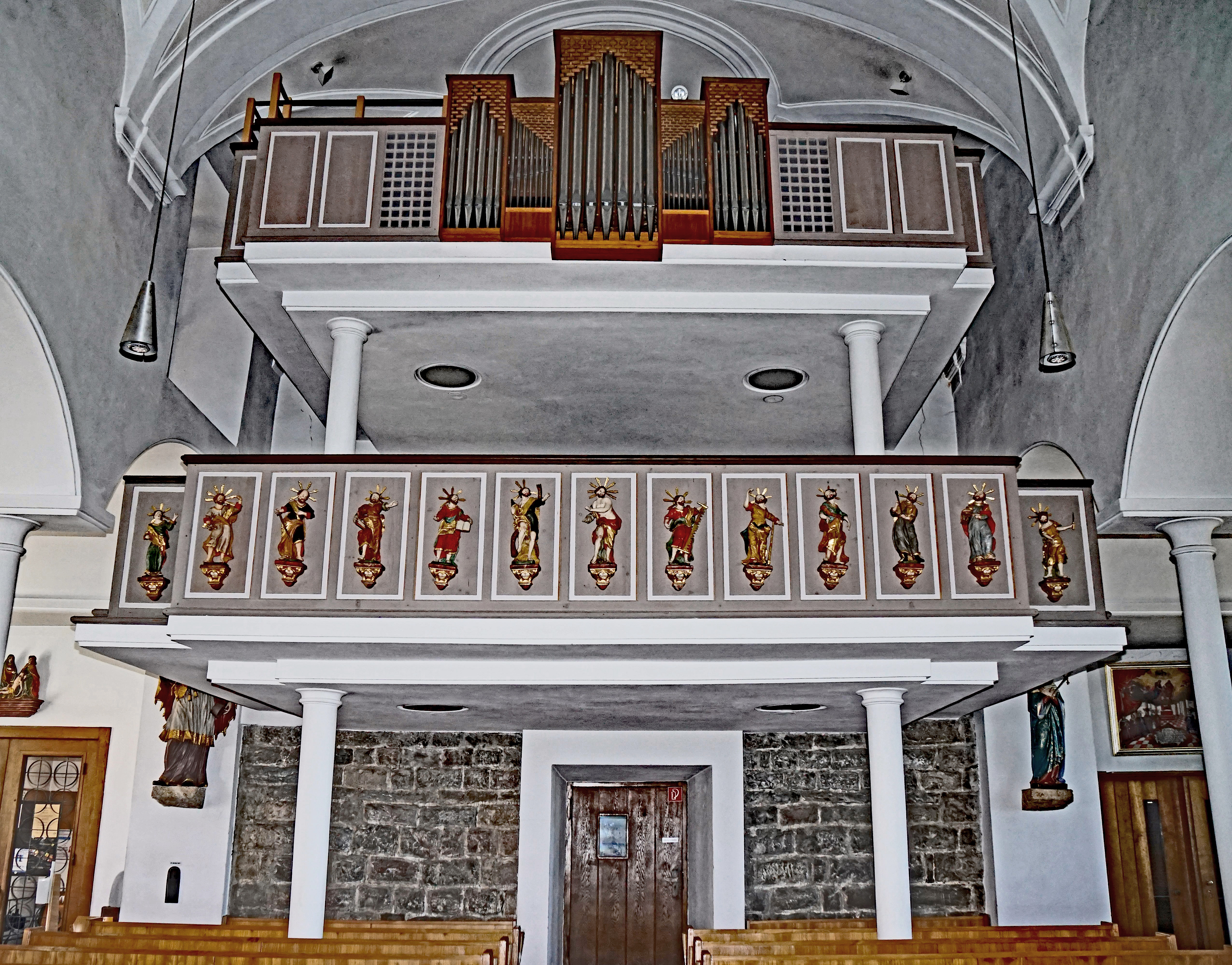
Die Westemporen

Die zu Ehren des hl. Georg geweihte römisch-katholische Kirche St. Georg steht auf einer Anhöhe im Dorf Surberg im Landkreis Traunstein in Oberbayern. Sie ist die Pfarrkirche der Pfarrei St. Georg – Surberg im Pfarrverband Stadtkirche Traunstein des Dekanats Traunstein des Erzbistums München und Freising.

## Bauwerk
Das im Kern gotische Langhaus stammt aus dem 13./14. Jahrhundert, der Chor mit 5/8-Schluss und Netzrippengewölbe aus dem 15. Jahrhundert. Der  Anbau der Seitenkapellen erfolgte in der zweiten Hälfte des 17. Jahrhunderts und 1706. Der Innenraum wurde 1959/60 verändert.
Der Turmunterbau ist ein romanisches Buckelquader-Mauerwerk. Der Turmoberbau aus dem 15. Jahrhundert wurde nach dem Einsturz 1699 in den Jahren 1702–06 verändert. Er hat heute eine mächtige Zwiebelhaube. Das Langhaus erhielt ein Gewölbe, dessen Bemalung von 1882 stammt. Die Gemälde zeigen Szenen aus der Kindheit Jesu, 

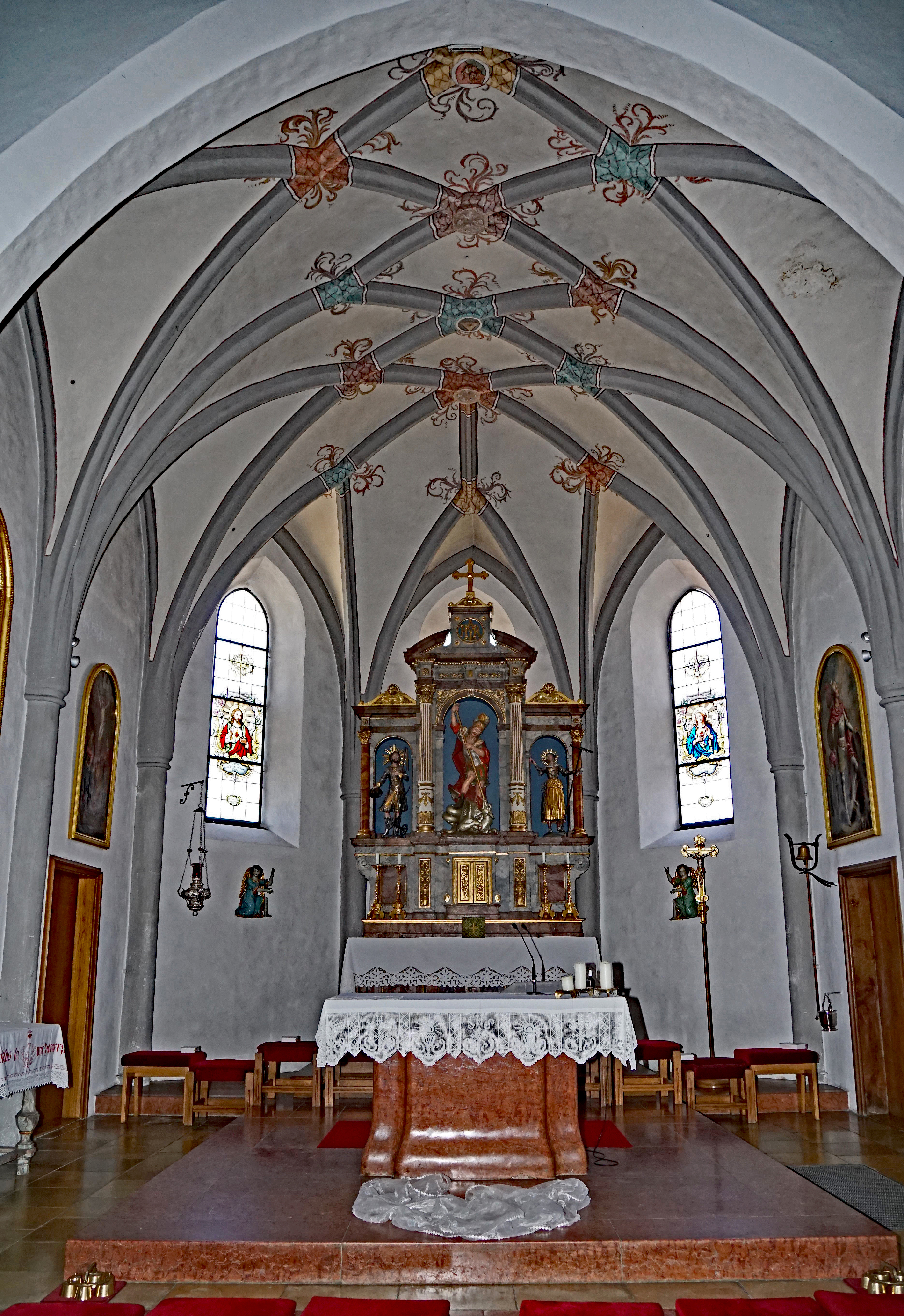
Blick in den Chor
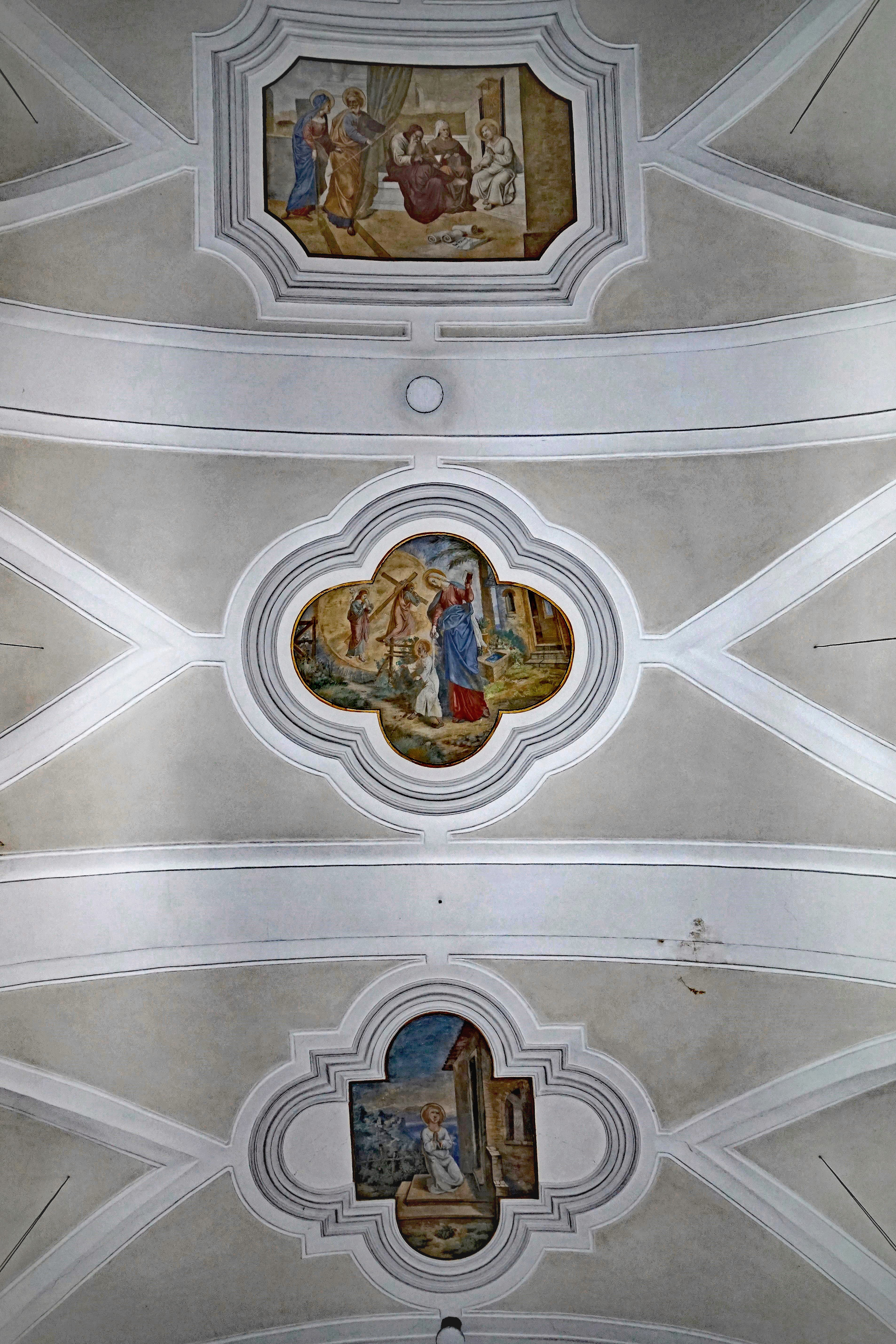
Langhaus-Gewölbe

## Einrichtung

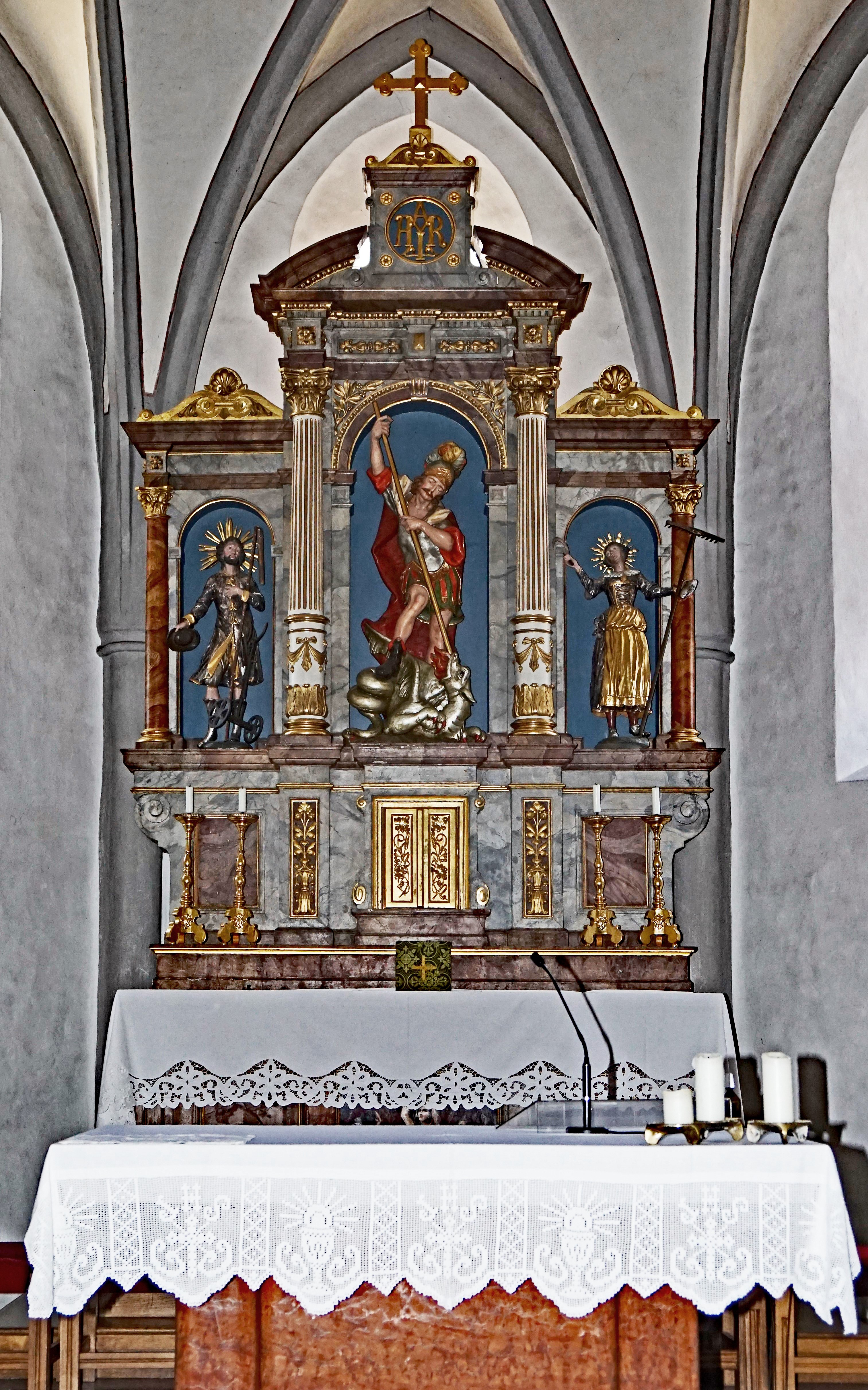
Der Hochaltar

Der Hochaltar ist ein schlichter spätbarocker, viersäuliger Ädikula-Altar. Im Schrein steht die Figur des hl. Georg als Drachentöter. Assistenzfiguren sind links der hl. Isidor mit Pflug und Dreschflegel, rechts die hl. Dorothea mit Sichel und Rechen.
Am Triumphbogen ist eine farbig gefasste Marienfigur mit dem Jesuskind angebracht. Sie ist von einem Blütenkranz mit fünf Tondi umgeben. Diese zeigen als gefasste Reliefschnitzerei die Verkündigung Marias, die Heilge Familie, Maria und Josef mit Jesus im Stall, die Anbetung der Weisen aus dem Morgenland und den Tod Marias.
Zur weiteren Einrichtung gehören Konsolfiguren und Kreuzweg-Gemälde.

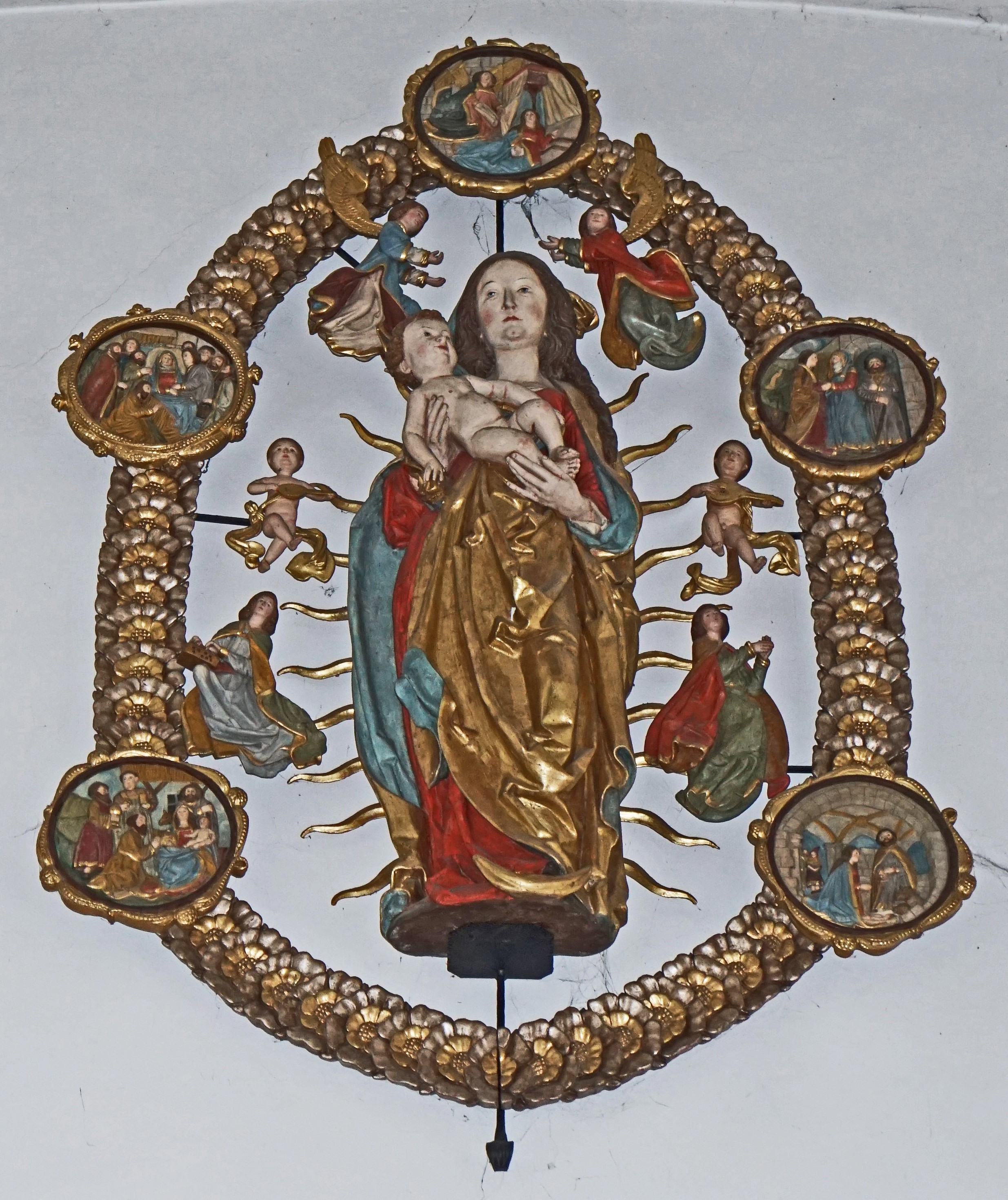
Maria mit Jesuskind
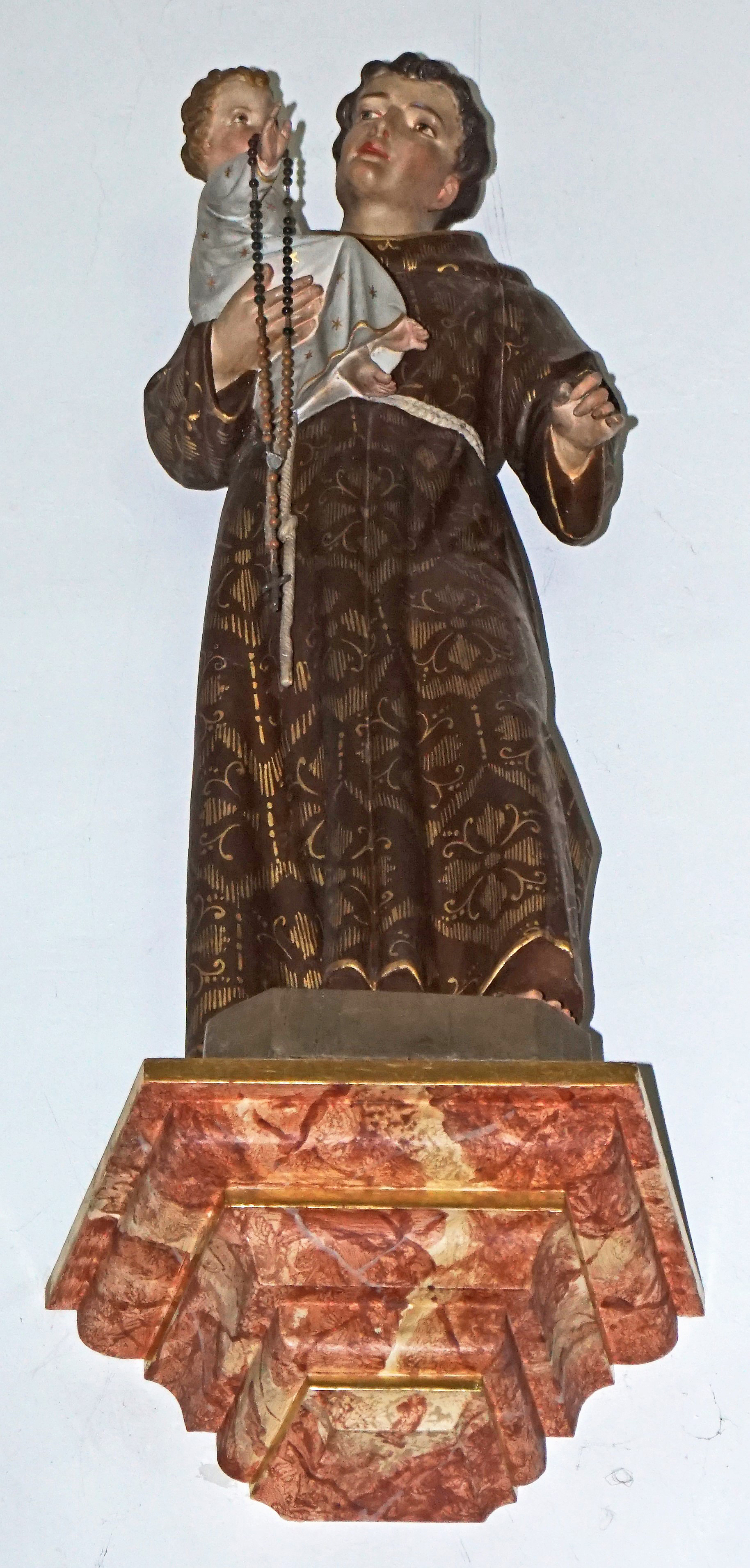
Hl. Antonius von Padua als Konsolfigur
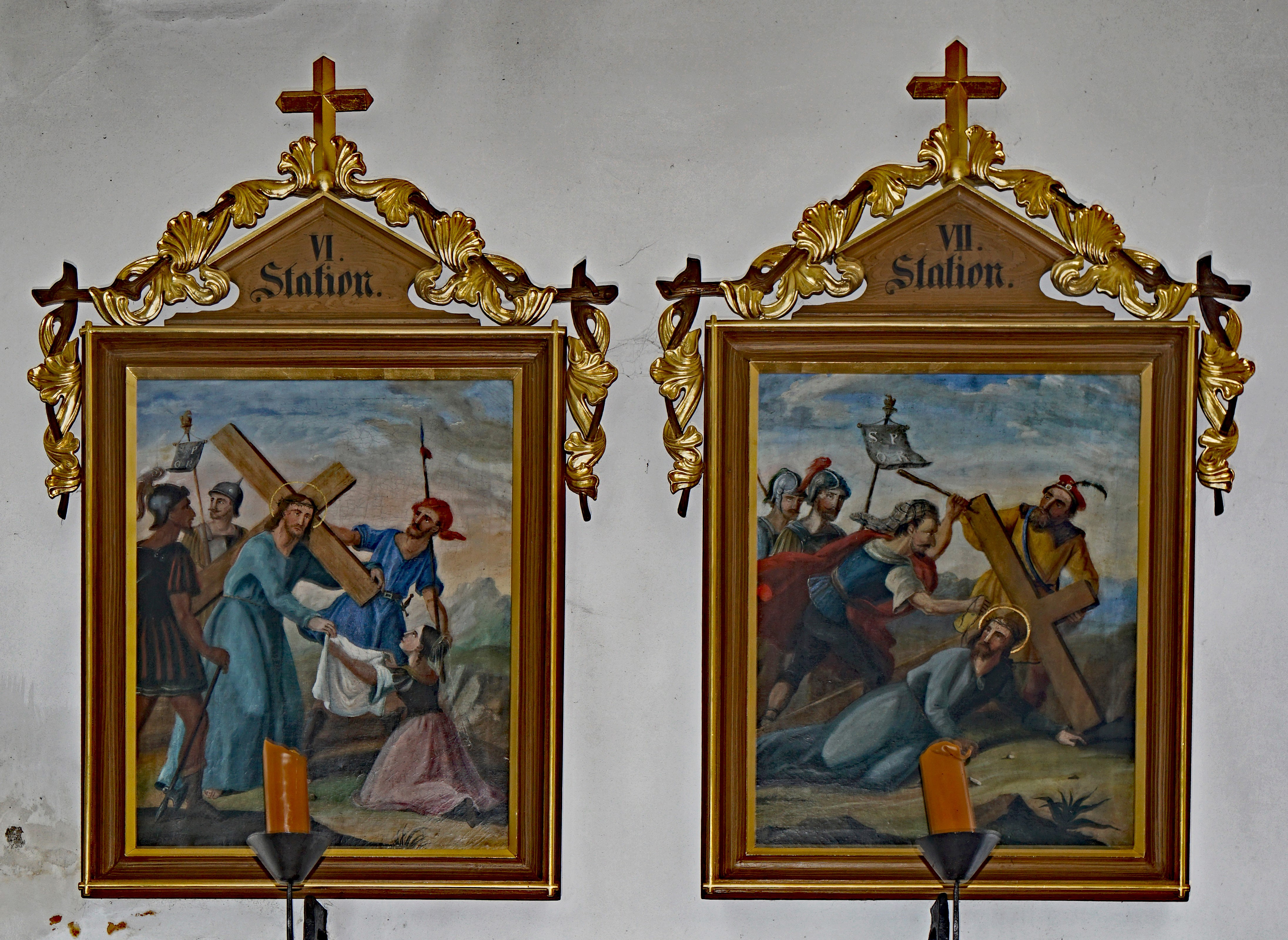
Kreuzweg-Gemälde

## Friedhof
An der Ostseite der Kirche liegt der Friedhof mit Grabdenkmälern des späten 19. und frühen 20. Jahrhunderts.